# Aleksander Šeliga
Aleksander Šeliga (Celje, 1980. február 1. –) szlovén válogatott labdarúgókapus, az Olimpija Ljubljana játékosa.

## Pályafutása

### A válogatottban
2010-ben 1 alkalommal szerepelt a szlovén válogatottban. Részt vett a 2010-es világbajnokságon.

## Sikerei, díjai
Celje
- Szlovén kupa (1): 2004–05

Olimpija Ljubljana
- Szlovén bajnok (2): 2015–16